# ريكي هايسلوب
ريكي هايسلوب هو ملحن كندي، ولد في 26 أبريل 1915 في فانكوفر في كندا، وتوفي في 2 يونيو 1998.

## وصلات خارجية
- ريكي هايسلوب على موقع IMDb (الإنجليزية)